# Crypturellus strigulosus
Il tinamo del Brasile (Crypturellus strigulosus (Temminck, 1815)) è un uccello  della famiglia dei Tinamidi che vive in Perù orientale, Bolivia nord-occidentale e nell'Amazzonia brasiliana.

## Descrizione
Lunghezza: 27–29 cm.

Peso: 332-464 g (maschio), 388-500 g (femmina).